# Oratorio de Noël (Bach)
Pour les articles homonymes, voir Oratorio de Noël.

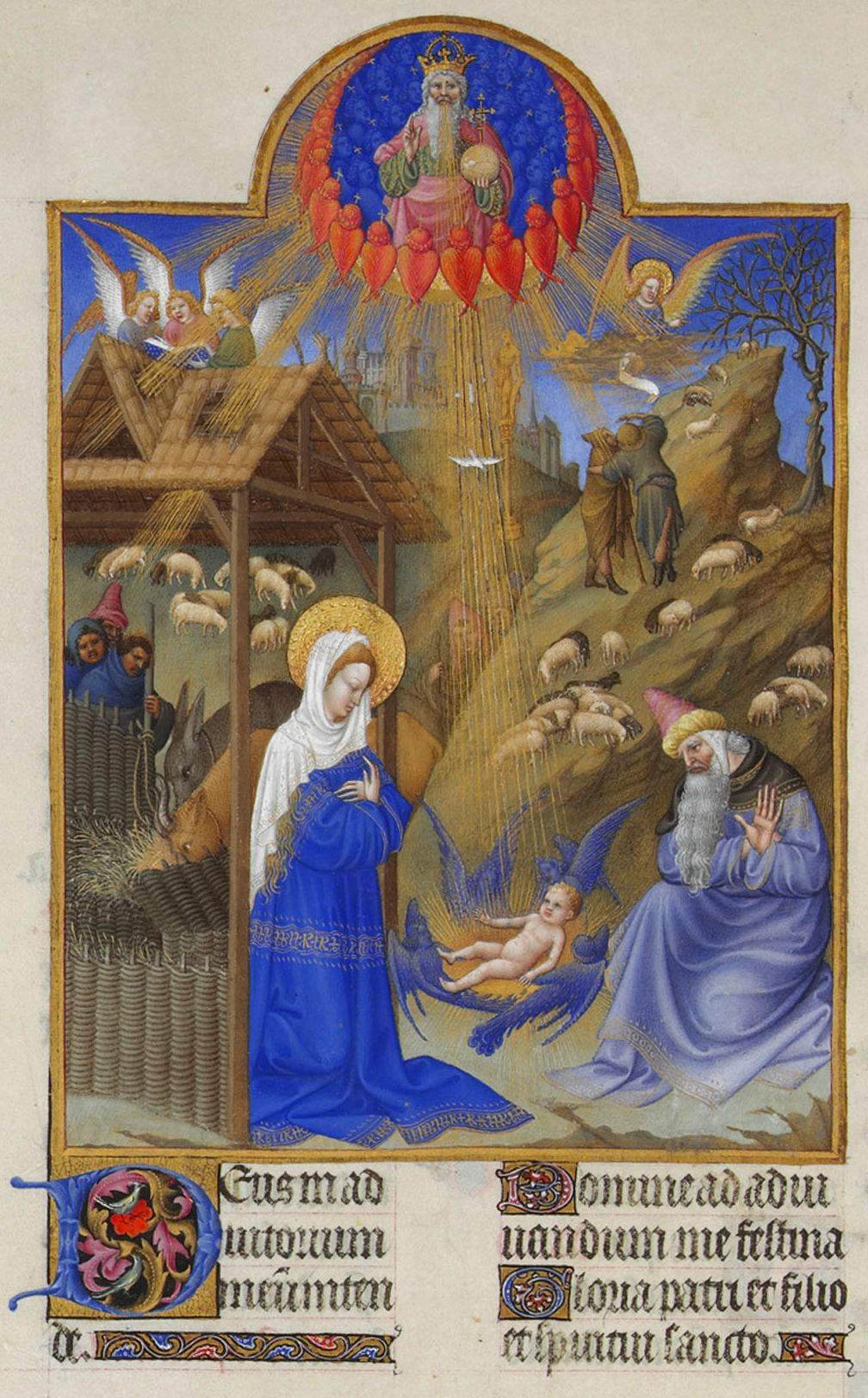
la Nativité (entre 1411 et 1416) des Frères de Limbourg

L’Oratorio de Noël (BWV 248-I à 248-VI ; en allemand Weihnachtsoratorium) est une œuvre de Jean-Sébastien Bach composée en 1734 à Leipzig, écrite pour être exécutée à l'église, avec orchestre, pendant le temps de Noël.
Bach a écrit trois oratorios (en dehors des passions) : celui de Noël, celui de Pâques BWV 249 et celui, moins connu, de l'Ascension BWV 11.
Il s'agit en fait d'une œuvre formée de six cantates consacrées aux trois jours de fête de Noël, au nouvel an (fête de la Circoncision du Christ), au premier dimanche de l'année et à l'Épiphanie (6 janvier).
Les textes en allemand sont inspirés du Nouveau Testament (évangile selon saint Luc Chapitre 2, versets 3 à 21, et selon saint Matthieu Chapitre 2, versets 1 à 12). Le texte biblique, confié aux récitatifs, est ponctué d'arias et de chœurs dont les textes pourraient être attribués pour certains à Picander (Christian Friedrich Henrici) ; mais un doute subsiste quant à leur auteur véritable.
L'oratorio est en partie constituée de pièces composées antérieurement par Bach : 17 numéros (sur les 64 que comporte l'œuvre) sont d'origines diverses (cantates sacrées ou profanes), BWW 213, 214 et 215 notamment. C'est un exemple particulièrement sophistiqué de parodie musicale.
L'exécution de la partition dans son intégralité dure près de deux heures et demie. On donne souvent les six parties en deux concerts.

## Structure narrative
La structure de l'histoire est définie par les exigences particulières du calendrier religieux pour le Noël de 1734. Bach abandonna sa pratique usuelle pour les cantates basées sur l'évangile du jour. S'il avait suivi strictement le calendrier, l'histoire se serait déroulée ainsi :
1. La naissance et l'annonce aux bergers
2. L'adoration des bergers
3. Prologue à l'évangile selon Jean
4. Circoncision et Nom de Jésus
5. La Fuite en Égypte
6. L'arrivée et l'adoration des Rois mages

La fuite en Égypte aurait eu lieu avant l'arrivée des mages ce qui aurait nui à la cohérence du projet. Bach décida de supprimer le contenu du troisième jour et de couper l'histoire des deux groupes de visiteurs en deux :
1. La naissance (première cantate chantée le 25 décembre)
2. L'annonce aux bergers (deuxième cantate chantée le 26 décembre)
3. L'adoration des bergers (troisième cantate chantée le 27 décembre)
4. La Circoncision et le nom de Jésus (quatrième cantate chantée le 1er janvier)
5. Le voyage des Rois mages (cinquième cantate chantée le dimanche suivant le 1er janvier)
6. L'adoration des Rois mages (sixième cantate chantée pour l’Épiphanie)

La fuite en Égypte a lieu juste après la fin de l'œuvre (Matthieu 2:13).
Bach voyait les six parties comme un tout unifié : l'édition a un titre unique Weihnachtsoratorium qui relie les six parties ensemble, mais même les numéros des sections se suivent de 1 à 64.

## Premières exécutions

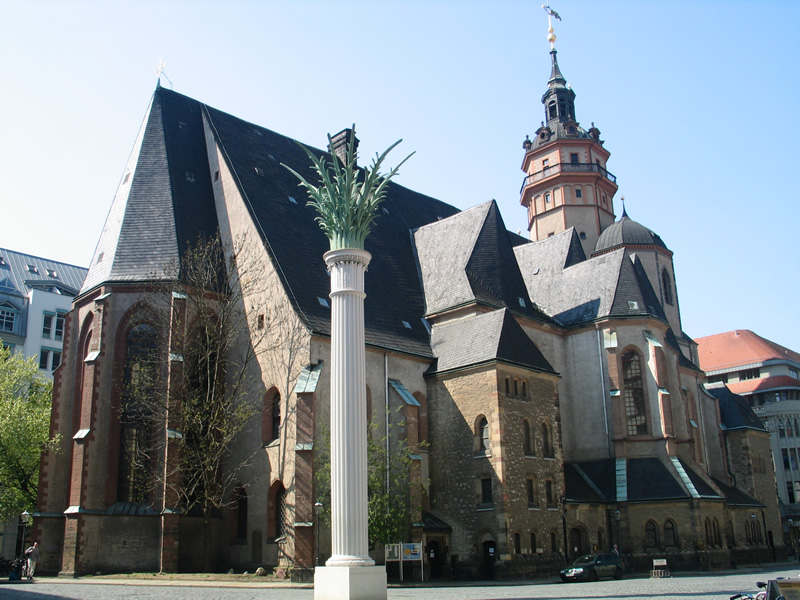
Église Saint-Nicolas

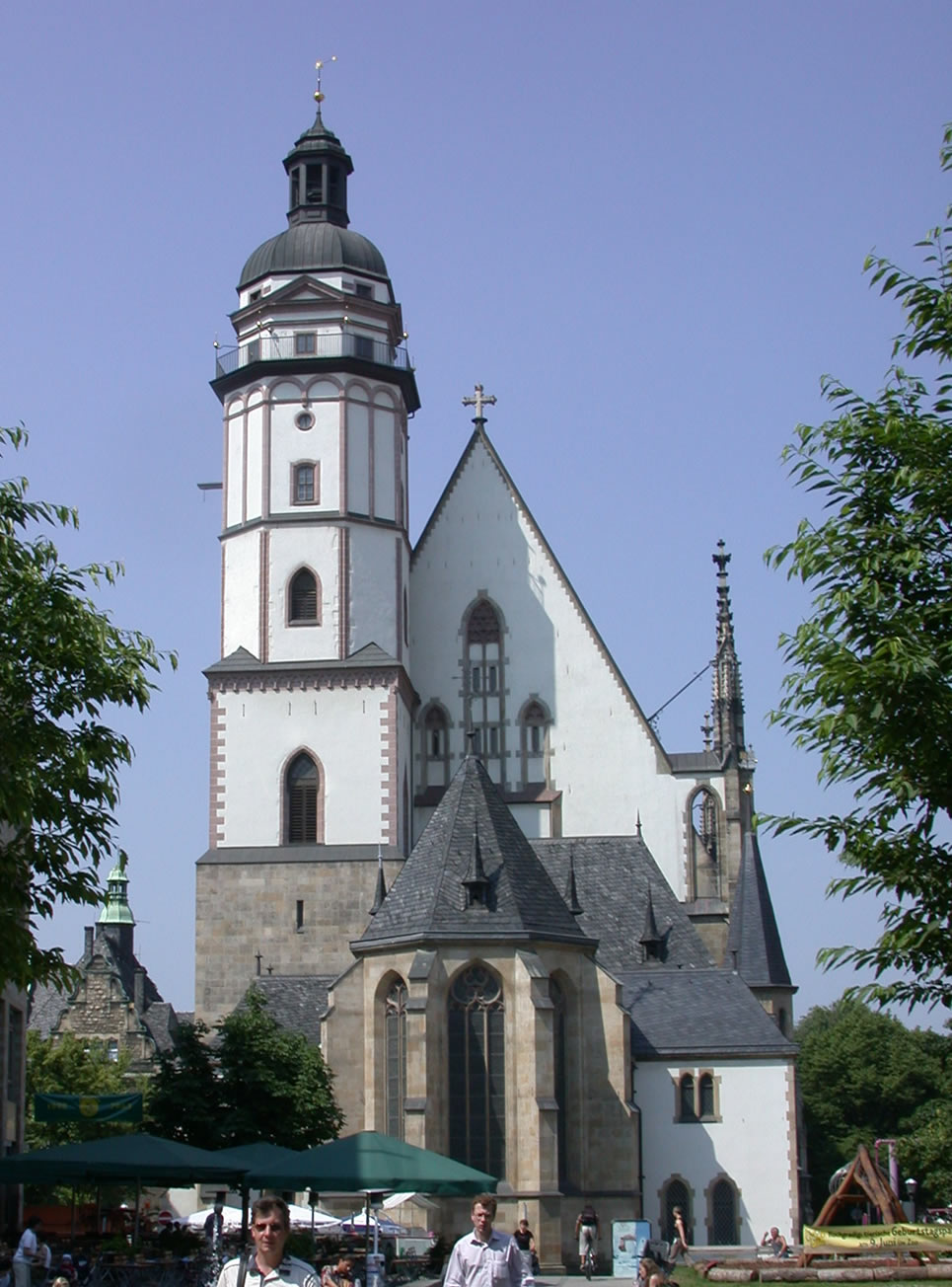
Église Saint-Thomas

L'oratorio a été écrit pour les fêtes de Noël de l'hiver 1734-1735. La partition originale montre les détails des exécutions. Les cantates ont été entendues dans les deux plus importantes églises de Leipzig, Saint-Thomas et Saint-Nicolas. Comme on peut le voir ci-dessous, l'œuvre a été donnée en entier à Saint-Nicolas :
- 25 décembre 1734 : Partie I – "tôt le matin" à Saint-Nicolas ; "dans l'après-midi" à Saint-Thomas
- 26 décembre 1734 : Partie II – le matin à Saint-Thomas ; l'après-midi à Saint-Nicolas
- 27 décembre 1734 : Partie III – le matin à Saint-Nicolas
- 1er janvier 1735 : Partie IV – le matin à Saint-Thomas ; l'après-midi à Saint-Nicolas
- 2 janvier 1735 : Partie V – le matin à Saint-Nicolas
- 6 janvier 1735 : Partie VI – le matin à Saint-Thomas ; l'après-midi à Saint-Nicolas

## Musique
Bach exprime l'unité de toute l'œuvre à l'intérieur de la musique elle-même, en partie à travers son usage des tonalités. Les parties I et III sont écrites en ré majeur, la partie II dans sa sous-dominante en sol majeur. Les parties I et III sont de la même manière orchestrées avec des trompettes exubérantes, tandis que la partie II, pastorale en référence aux bergers, est, par contraste, orchestrée pour instruments à vent et ne comporte pas de chœur initial. La partie IV est écrite en fa majeur (la relative de ré mineur) et marque le point musical le plus éloigné de la tonalité du début de l'oratorio, elle est orchestrée avec des cors. Bach part alors pour un voyage de retour vers la tonalité initiale, via la dominante la majeur de la partie V jusqu'à la réapparition jubilatoire du ré majeur dans le final, formant un arc au-dessus du morceau. Pour renforcer ce lien entre le début et la fin de l'œuvre, Bach réutilise la mélodie du choral de la partie I Wie soll ich dich empfangen? dans le chœur final de la partie VI, Nun seid ihr wohl gerochen ; cette mélodie de choral est la même que celle de O Haupt voll Blut und Wunden, que Bach a utilisé cinq fois dans sa Passion selon saint Matthieu.
La musique montre une technique de la parodie particulièrement sophistiquée, par laquelle une musique existante est adaptée à un nouveau dessein. Bach a pris la majorité des chœurs et des arias dans des œuvres écrites quelque temps auparavant. La plupart de ces musiques étaient profanes, c'est-à-dire écrites à la gloire de souverains ou de notables locaux, hors de la tradition de l'exécution dans une église.
Les cantates profanes qui fournissent la base de l'Oratorio de Noël, sont :
- BWV 213 – Laßt uns sorgen, laßt uns wachen (Le choix d'Hercule)
  - chantée le 5 septembre 1733 pour le onzième anniversaire de Frédéric IV de Saxe.
- BWV 214 – Tönet, ihr Pauken! Erschallet, Trompeten!
  - chantée le 8 décembre 1733 pour l'anniversaire de Marie-Josèphe d'Autriche, reine de Pologne et Électrice de Saxe.
- BWV 215 – Preise dein Glücke, gesegnetes Sachsen
  - chantée le 5 octobre 1734 pour le couronnement de l'Électeur de Saxe Auguste III comme roi de Pologne.

En outre, on pense que la sixième cantate a été prise presque entièrement dans une cantate aujourd'hui perdue, BWV 248a. On croit que le trio de la partie Ach, wenn wird die Zeit erscheinen? vient aussi d'une source perdue, et le chœur de la même partie Wo ist der neugeborne König vient de 1731 Passion selon saint Marc (BWV 247).
Un exemple : le vers de l'air no 4 « Hâte-toi d'aimer ardemment ton fiancé ! » est la parodie de l'air no 9 de la cantate BWV 213, où Hercule chante « Depuis longtemps je les ai écrasés et mis en pièces».

En haut l'original, au-dessous l'air no 4 de l'oratorio de Noël

Dans la partition autographe de Bach, dans la page 4 de la partie I , on voit le modèle barré « Tönet, ihr Pauken ! Erschallet Trompeten ! » de la cantate BWV 214 et remplacé par les paroles du chœur « Jauchzet, frohlocket, auf, preiset die Tage » initial :

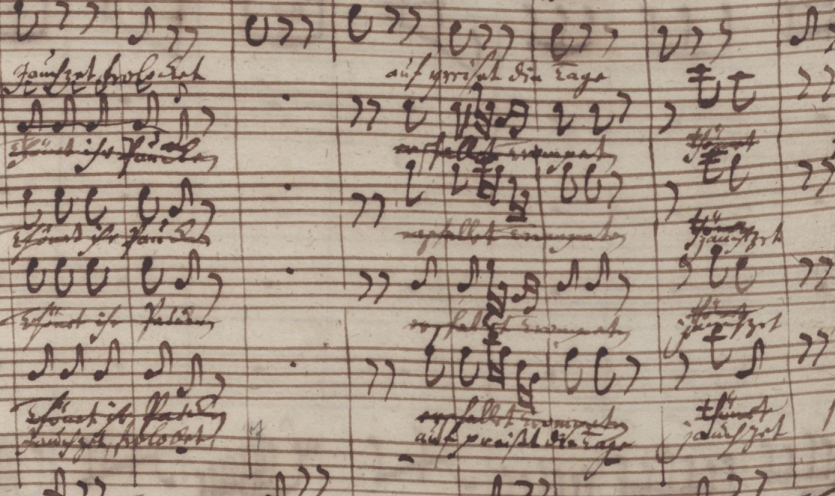

## Instrumentation
Les nombres donnés ci-dessous ne sont pas le nombre de musiciens mais le nombre de portées (et donc de pupitres, ou de parties instrumentales) sur la partition : en général il y a plusieurs premiers violons et plusieurs seconds violons.
Partie I3 trompettes, timbales, 2 flûtes traversières, 2 hautbois, 2 hautbois d'amour, 2 violons, alto, continuo
Partie II2 flûtes, 2 hautbois d'amour, 2 hautbois da caccia (= de chasse), 2 violons, alto, continuo
Partie III3 trompettes, timbales, 2 flûtes, 2 hautbois, 2 hautbois d'amour, 2 violons, alto, continuo
Partie IV2 cors, 2 hautbois, 2 violons, alto, continuo
Partie V2 hautbois d'amour, 2 violons, alto, continuo
Partie VI3 trompettes, timbales, 2 hautbois, 2 hautbois d'amour, 2 violons, alto, continuo

## Texte

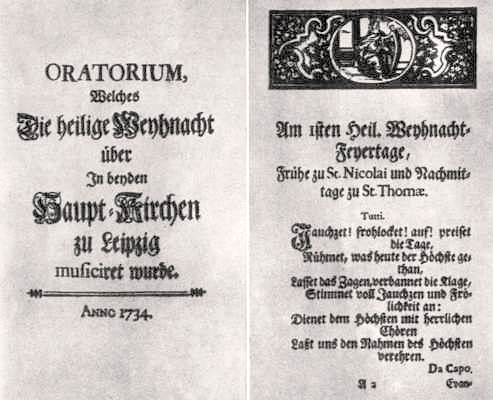
Page de titre et première page du livret, Leipzig 1734

Les citations bibliques viennent de l'Évangile selon Luc 2:6-21 et de Matthieu 2:1-12. Elles comprennent l'histoire de la naissance, la circoncision et l'histoire des mages venus d'Orient.
Sur les 15 textes de choral, cinq sont dus à Paul Gerhardt, trois à Martin Luther, trois à Johann Rist, les autres à divers auteurs.
Les autres textes sont souvent attribués à Picander mais on ne dispose pas de documents qui le prouvent. Le livret imprimé à Leipzig ne comporte, comme c'était la coutume, ni le nom du compositeur ni celui du poète. La facilité avec laquelle le texte s'accorde à la musique venant des cantates sur des livrets de Picander font penser à certains musicologues, Alfred Dürr ou Christoph Wolff, que Picander et Bach ont fait travailler en commun pour assurer une réutilisation parfaite.

## Parties et numéros
Chaque section combine des chœurs (une Sinfonia ouvre la partie II au lieu d'un chœur), des chorals et des récitatifs, ariosos et arias chantés par les solistes.

### Partie I

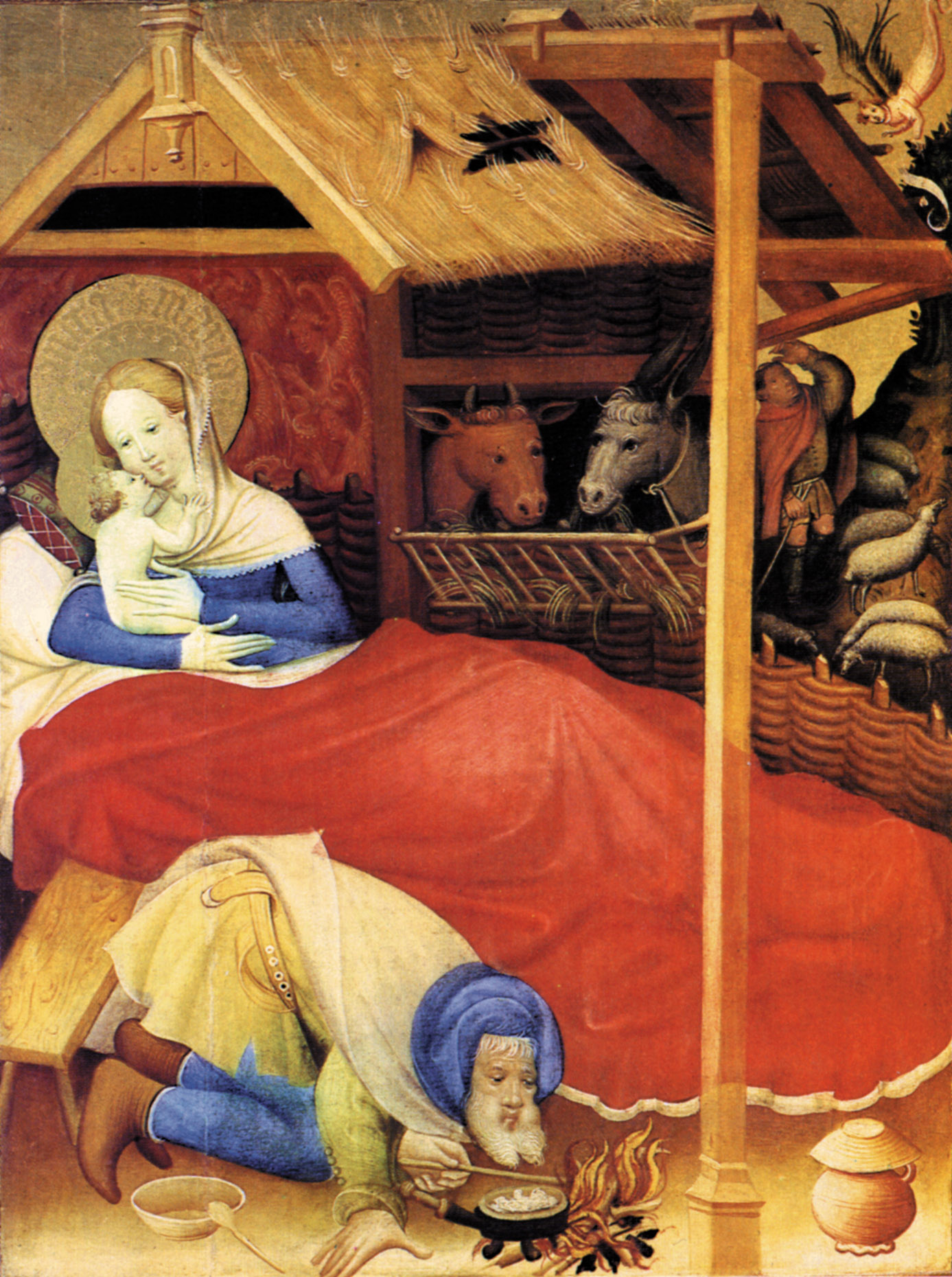
Conrad von Soest : Naissance du Christ (1404)

.
| No. |                                     | Tonalité                       | Tempo                          | Première ligne                                              | Instrumentation | Source                                                    |
| --- | ----------------------------------- | ------------------------------ | ------------------------------ | ----------------------------------------------------------- | --- | --------------------------------------------------------- |
| 1   | Chœur                               | ré majeur                      | 3/8                            | Jauchzet, frohlocket, auf, preiset die Tage                 | 3 trompettes, timbales, 2 flûtes, 2 hautbois, cordes (violon I, II, alto) et continuo (violoncelle, violone, orgue et basson) | BWV 214: Chœur, Tönet, ihr Pauken! Erschallet, Trompeten! |
| 2   | Récitatif (Évangéliste, ténor)      | Récitatif (Évangéliste, ténor) | Récitatif (Évangéliste, ténor) | Es begab sich aber zu der Zeit                              | Continuo | Luc 2:6                                                   |
| 3   | Récitatif (alto)                    | Récitatif (alto)               | Récitatif (alto)               | Nun wird mein liebster Bräutigam                            | 2 hautbois d'amore, continuo                                                                                                  |                                                           |
| 4   | Aria (alto)                         | la mineur/ do majeur           | 3/8                            | Bereite dich, Zion, mit zärtlichen Trieben                  | Hautbois d'amour I, violon I, continuo                                                                                        | BWV 213: Aria, Ich will dich nicht hören                  |
| 5   | Choral                              | la mineur                      | 4/4                            | Wie soll ich dich empfangen                                 | 2 flûtes, 2 hautbois, cordes et continuo                                                                                      | Texte: Paul Gerhardt (1607–1676)                          |
| 6   | Récitatif (Évangéliste, ténor)      | Récitatif (Évangéliste, ténor) | Récitatif (Évangéliste, ténor) | Und sie gebar ihren ersten Sohn                             | Continuo | Luc 2:7                                                   |
| 7   | Choral (sopranos) Récitatif (basse) | ré majeur                      | 3/4 4/4                        | Er ist auf Erden kommen arm Wer will die Liebe recht erhöhn | 2 hautbois d'amour, continuo                                                                                                  | Texte (Choral): Martin Luther, 1524                       |
| 8   | Aria (basse)                        | ré majeur                      | 2/4                            | Großer Herr und starker König                               | Trompette I, flûte I, cordes, continuo                                                                                        | BWV 214: Aria, Kron und Preis gekrönter Damen             |
| 9   | Choral                              | ré majeur                      | 4/4                            | Ach mein herzliebes Jesulein !                              | 3 trompettes, timbales, 2 flûtes, 2 hautbois, cordes et continuo (violoncelle, violone, orgue et basson)                      | Texte: Martin Luther, 1535                                |

### Partie II

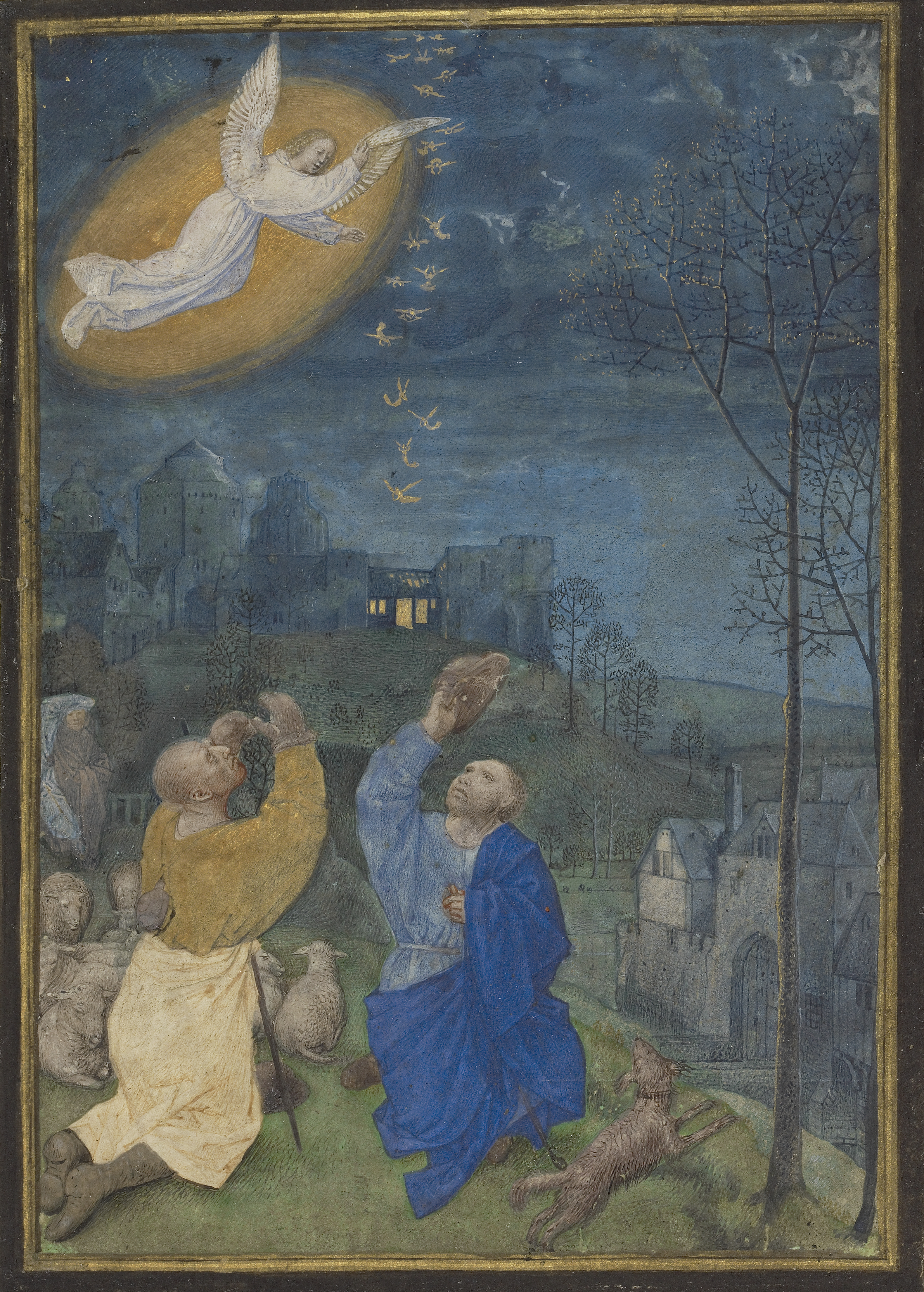
Maître des Miniatures de Houghton : Annonciation aux bergers.

| No. |                                               | Tonalité                                      | Tempo                                         | Première ligne                                    | Instrumentation                                                      | Source                                                     |
| --- | --------------------------------------------- | --------------------------------------------- | --------------------------------------------- | ------------------------------------------------- | -------------------------------------------------------------------- | ---------------------------------------------------------- |
| 10  | Sinfonia                                      | sol majeur                                    | 12/8                                          | —                                                 | 2 flûtes, 2 hautbois d'amour, 2 hautbois da caccia, cordes, continuo |                                                            |
| 11  | Récitatif (Évangéliste, ténor)                | Récitatif (Évangéliste, ténor)                | Récitatif (Évangéliste, ténor)                | Und es waren Hirten in derselben Gegend           | Continuo                                                             | Luc 2:8-9                                                  |
| 12  | Choral                                        | sol majeur                                    | 4/4                                           | Brich an, o schönes Morgenlicht                   | 2 flûtes, 2 hautbois d'amour, 2 hautbois da caccia, cordes, continuo | Texte: Johann Rist, 1641                                   |
| 13  | Récitatif (Évangéliste, ténor; Ange, soprano) | Récitatif (Évangéliste, ténor; Ange, soprano) | Récitatif (Évangéliste, ténor; Ange, soprano) | Und der Engel sprach zu ihnen Fürchtet euch nicht | Cordes, continuo                                                     | Luc 2:10-11                                                |
| 14  | Récitatif (basse)                             | Récitatif (basse)                             | Récitatif (basse)                             | Was Gott dem Abraham verheißen                    | 2 hautbois d'amour, 2 hautbois da caccia, cordes, continuo           |                                                            |
| 15  | Aria (ténor)                                  | sol majeur                                    | 3/8                                           | Frohe Hirten, eilt, ach eilet                     | Flûte I, continuo                                                    | BWV 214 : Aria, Fromme Musen ! meine Glieder               |
| 16  | Récitatif (Évangéliste, ténor)                | Récitatif (Évangéliste, ténor)                | Récitatif (Évangéliste, ténor)                | Und das habt zum Zeichen                          | Continuo                                                             | Luc 2:12                                                   |
| 17  | Choral                                        | do majeur                                     | 4/4                                           | Schaut hin ! dort liegt im finstern Stall         | 2 flûtes, 2 hautbois d'amour, 2 hautbois da caccia, cordes, continuo | Texte: Paul Gerhardt, 1667                                 |
| 18  | Récitatif (basse)                             | do majeur/sol majeur                          |                                               | So geht denn hin !                                | 2 hautbois d'amour, 2 hautbois da caccia, cordes, continuo           |                                                            |
| 19  | Aria (alto)                                   | sol majeur/mi mineur                          | 2/4                                           | Schlafe, mein Liebster, genieße der Ruh'          | Flûte I, 2 hautbois d'amour, 2 hautbois da caccia, cordes, continuo  | BWV 213 : Aria, Schlafe, mein Liebster, und pflege der Ruh |
| 20  | Récitatif (Évangéliste, ténor)                | Récitatif (Évangéliste, ténor)                | Récitatif (Évangéliste, ténor)                | Und alsobald war da bei dem Engel                 | Continuo                                                             | Luc 2:13                                                   |
| 21  | Chœur                                         | sol majeur                                    | 2/2                                           | Ehre sei Gott in der Höhe                         | 2 flûtes, 2 hautbois d'amour, 2 hautbois da caccia, cordes, continuo | Luc 2:14                                                   |
| 22  | Récitatif (basse)                             | Récitatif (basse)                             | Récitatif (basse)                             | So recht, ihr Engel, jauchzt und singet           | Continuo                                                             |                                                            |
| 23  | Choral                                        | sol majeur                                    | 12/8                                          | Wir singen dir in deinem Heer                     | 2 flûtes, 2 hautbois d'amour, 2 hautbois da caccia, cordes, continuo | Texte: Paul Gerhardt, 1656                                 |

1. ↑  Parfois chanté par l'Ange (soprano).

### Partie III

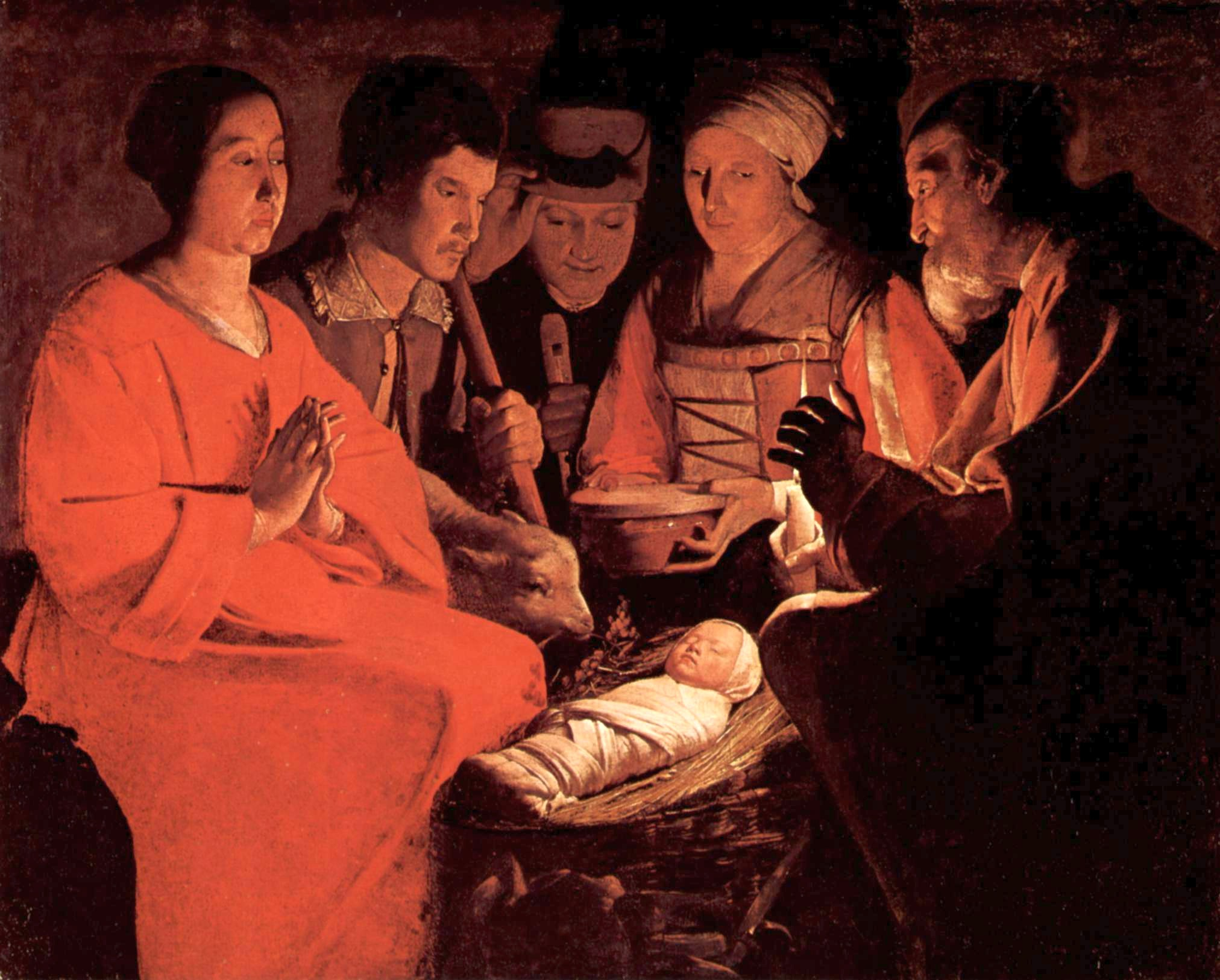
Georges de La Tour : Adoration des bergers (1644)

| No. |                                | Tonalité                       | Tempo                          | Première ligne                               | Instrumentation                                                               | Source                                                    |
| --- | ------------------------------ | ------------------------------ | ------------------------------ | -------------------------------------------- | ----------------------------------------------------------------------------- | --------------------------------------------------------- |
| 24  | Chœur                          | ré majeur                      | 3/8                            | Herrscher des Himmels, erhöre das Lallen     | Trompette I, II, III, timbales, flûte I, II, hautbois I, II, cordes, continuo | BWV 214: Chœur, Blühet, ihr Linden in Sachsen, wie Zedern |
| 25  | Récitatif (Évangéliste, ténor) | Récitatif (Évangéliste, ténor) | Récitatif (Évangéliste, ténor) | Und da die Engel von ihnen gen Himmel fuhren | Continuo                                                                      | Luc 2:15                                                  |
| 26  | Chœur                          | la majeur                      | 3/4                            | Lasset uns nun gehen gen Bethlehem           | Flûte I, II, hautbois d'amour I, II, cordes, continuo                         |                                                           |
| 27  | Récitatif (basse)              | la majeur                      |                                | Er hat sein Volk getröst't                   | Flûte I, II, continuo                                                         |                                                           |
| 28  | Choral                         | ré majeur                      | 4/4                            | Dies hat er alles uns getan                  | Flûte I, II, hautbois I, II, cordes, continuo                                 | Choral: Martin Luther, 1524                               |
| 29  | Aria/duo (soprano, basse)      | la majeur                      | 3/8                            | Herr, dein Mitleid, dein Erbarmen            | Hautbois d'amour I, II, continuo                                              | BWV 213: Aria, Ich bin deine, du bist meine               |
| 30  | Récitatif (Évangéliste, ténor) | Récitatif (Évangéliste, ténor) | Récitatif (Évangéliste, ténor) | Und sie kamen eilend                         | Continuo                                                                      | Luc 2:16-19                                               |
| 31  | Aria (alto)                    | ré majeur/si mineur            | 2/4                            | Schließe, mein Herze, dies selige Wunder     | Violon solo, continuo                                                         |                                                           |
| 32  | Récitatif (alto)               | Récitatif (alto)               | Récitatif (alto)               | Ja, ja ! mein Herz soll es bewahren          | Flûte I, II, continuo                                                         |                                                           |
| 33  | Choral                         | sol majeur                     | 4/4                            | Ich will dich mit Fleiß bewahren             | Flûte I, II, hautbois I, II, cordes, continuo                                 | Texte: Paul Gerhardt, 1653                                |
| 34  | Récitatif (Évangéliste, ténor) | Récitatif (Évangéliste, ténor) | Récitatif (Évangéliste, ténor) | Und die Hirten kehren wieder um              | Continuo                                                                      | Luc 2:20                                                  |
| 35  | Chorale                        | fa # mineur                    | 4/4                            | Seid froh, dieweil                           | Flûte I, II, hautbois I, II, cordes, continuo                                 | Texte: Christoph Runge, 1653                              |
| 24  | Chœur da capo                  | ré majeur                      | 3/8                            | Herrscher des Himmels, erhöre das Lallen     | Trompette I, II, III, timbales, flûte I, II, hautbois I, II, cordes, continuo | BWV 214: Chœur, Blühet, ihr Linden in Sachsen, wie Zedern |

### Partie IV

Rembrandt: Circoncision du Christ (1661)

| No. |                                       | Tonalité                              | Tempo                                 | Première ligne                                              | Instrumentation                              | Source                                               |
| --- | ------------------------------------- | ------------------------------------- | ------------------------------------- | ----------------------------------------------------------- | -------------------------------------------- | ---------------------------------------------------- |
| 36  | Chœur                                 | fa majeur                             | 3/8                                   | Fallt mit Danken, fallt mit Loben                           | cors I, II, hautbois I, II, cordes, continuo | BWV 213: Chœur, Lasst uns sorgen, lasst uns wachen   |
| 37  | Récitatif (Évangéliste, ténor)        | Récitatif (Évangéliste, ténor)        | Récitatif (Évangéliste, ténor)        | Und da acht Tage um waren                                   | Continuo                                     | Luc 2:21                                             |
| 38  | Récitatif (basse) Arioso (sopr./bass) | Récitatif (basse) Arioso (sopr./bass) | Récitatif (basse) Arioso (sopr./bass) | Immanuel, o süßes Wort Jesu, du mein liebstes Leben         | Cordes, continuo                             |                                                      |
| 39  | Aria (soprano & 'Echo' soprano)       | C major                               | 6/8                                   | Flößt, mein Heiland, flößt dein Namen                       | Hautbois I solo, continuo                    | BWV 213: Aria, Treues Echo dieser Orten              |
| 40  | Récitatif (basse) Arioso (soprano)    | Récitatif (basse) Arioso (soprano)    | Récitatif (basse) Arioso (soprano)    | Wohlan ! dein Name soll allein Jesu, meine Freud' und Wonne | Cordes, continuo                             |                                                      |
| 41  | Aria (ténor)                          | ré mineur                             | 4/4                                   | Ich will nur dir zu Ehren leben                             | Violon I, II, continuo                       | BWV 213: Aria, Auf meinen Flügeln sollst du schweben |
| 42  | Choral                                | fa majeur                             | 3/4                                   | Jesus richte mein Beginnen                                  | cors I, II, hautbois I, II, cordes, continuo | Texte: Johann Rist, 1642                             |

### Partie V

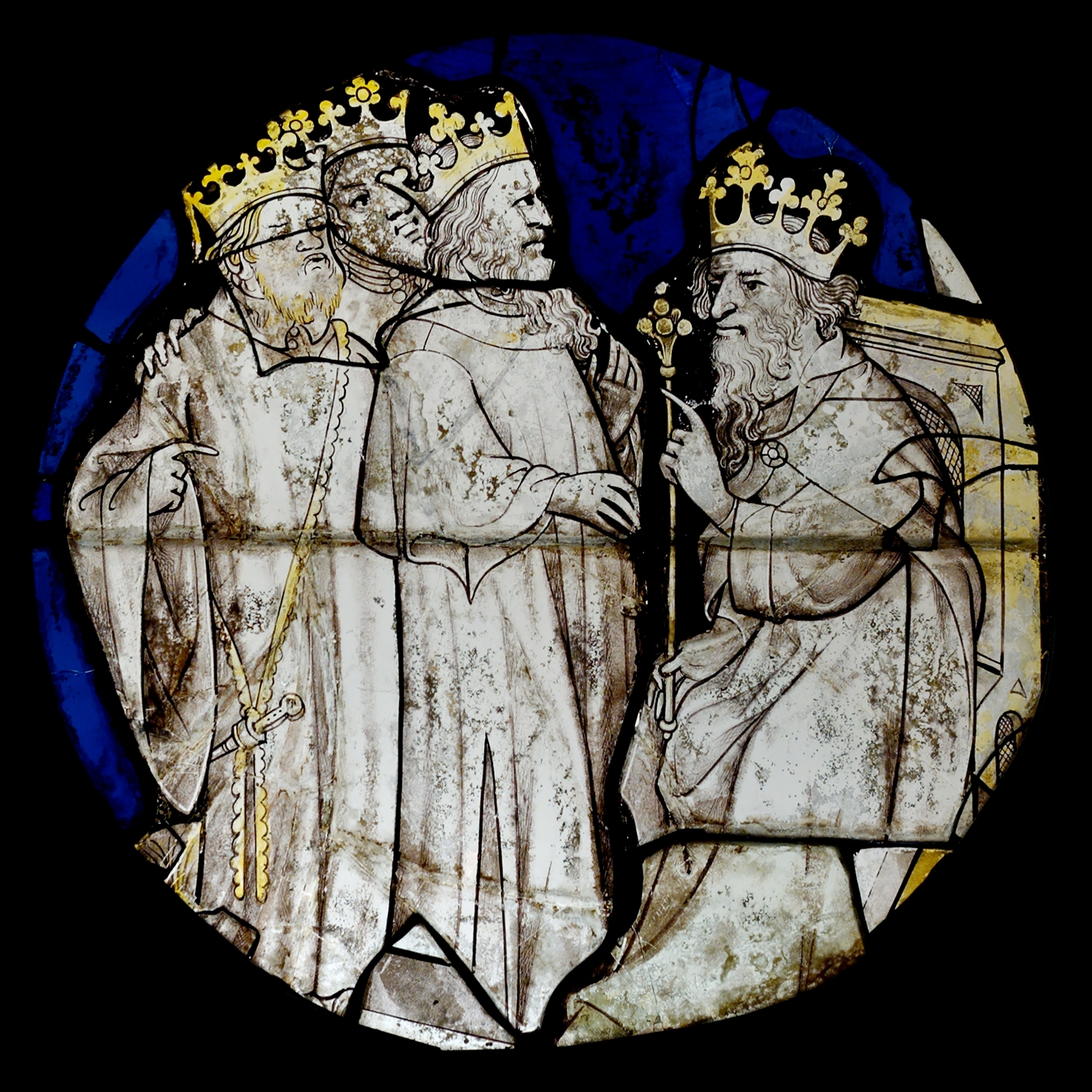
Les Mages devant Hérode; France, début du XVe siècle

| No. |                                | Tonalité                       | Tempo                          | Première ligne                                                                                 | Instrumentation                              | Source                                                                        |
| --- | ------------------------------ | ------------------------------ | ------------------------------ | ---------------------------------------------------------------------------------------------- | -------------------------------------------- | ----------------------------------------------------------------------------- |
| 43  | Chœur                          | la majeur/fa # mineur          | 3/4                            | Ehre sei dir, Gott, gesungen                                                                   | Hautbois d'amour I, II, cordes, continuo     |                                                                               |
| 44  | Récitatif (Évangéliste, ténor) | Récitatif (Évangéliste, ténor) | Récitatif (Évangéliste, ténor) | Da Jesus geboren war zu Bethlehem                                                              | Continuo                                     | Matthieu 2:1                                                                  |
| 45  | Chœur Récitatif (alto) Chœur   | ré majeur                      | Common                         | Wo ist der neugeborne König der Juden Sucht ihn in meiner Brust Wir haben seinen Stern gesehen | Hautbois d'amour I, II, cordes, continuo     | BWV 247: St Mark Passion, Chœur, Pfui dich, wie fein zerbrichst du den Tempel |
| 46  | Choral                         | la majeur                      | 4/4                            | Dein Glanz all' Finsternis verzehrt                                                            | Hautbois d'amour I, II, cordes, continuo     | Texte: Georg Weissel (de), 1642                                               |
| 47  | Aria (basse)                   | fa # mineur                    | 2/4                            | Erleucht' auch meine finstre Sinnen                                                            | Hautbois d'amour I solo, orgue sans continuo | BWV 215: Aria, Durch die von Eifer entflammeten Waffen                        |
| 48  | Récitatif (Évangéliste, ténor) | Récitatif (Évangéliste, ténor) | Récitatif (Évangéliste, ténor) | Da das der König Herodes hörte                                                                 | Continuo                                     | Matthieu 2:3                                                                  |
| 49  | Récitatif (alto)               | Récitatif (alto)               | Récitatif (alto)               | Warum wollt ihr erschrecken                                                                    | Cordes, continuo                             |                                                                               |
| 50  | Récitatif (Évangéliste, ténor) | Récitatif (Évangéliste, ténor) | Récitatif (Évangéliste, ténor) | Und ließ versammeln alle Hohenpriester                                                         | Continuo                                     | Matthieu 2:4-6                                                                |
| 51  | Trio (sopr., alto, ten.)       | ré majeur                      | 2/4                            | Ach ! wann wird die Zeit erscheinen?                                                           | Violon I solo, continuo                      | inconnue                                                                      |
| 52  | Récitatif (alto)               | Récitatif (alto)               | Récitatif (alto)               | Mein Liebster herrschet schon                                                                  | Continuo                                     |                                                                               |
| 53  | Choral                         | la majeur                      | 4/4                            | Zwar ist solche Herzensstube                                                                   | Hautbois d'amour I, II, cordes, continuo     | Texte: Johann Franck, 1655                                                    |

1. ↑  La partie V doit être exécutée le premier dimanche de l'année mais avant la fête de l'Épiphanie le 6 janvier. Il arrive qu'un tel jour n'existe pas, par exemple en 2007/2008.
2. ↑  Matthieu 2.2

### Partie VI

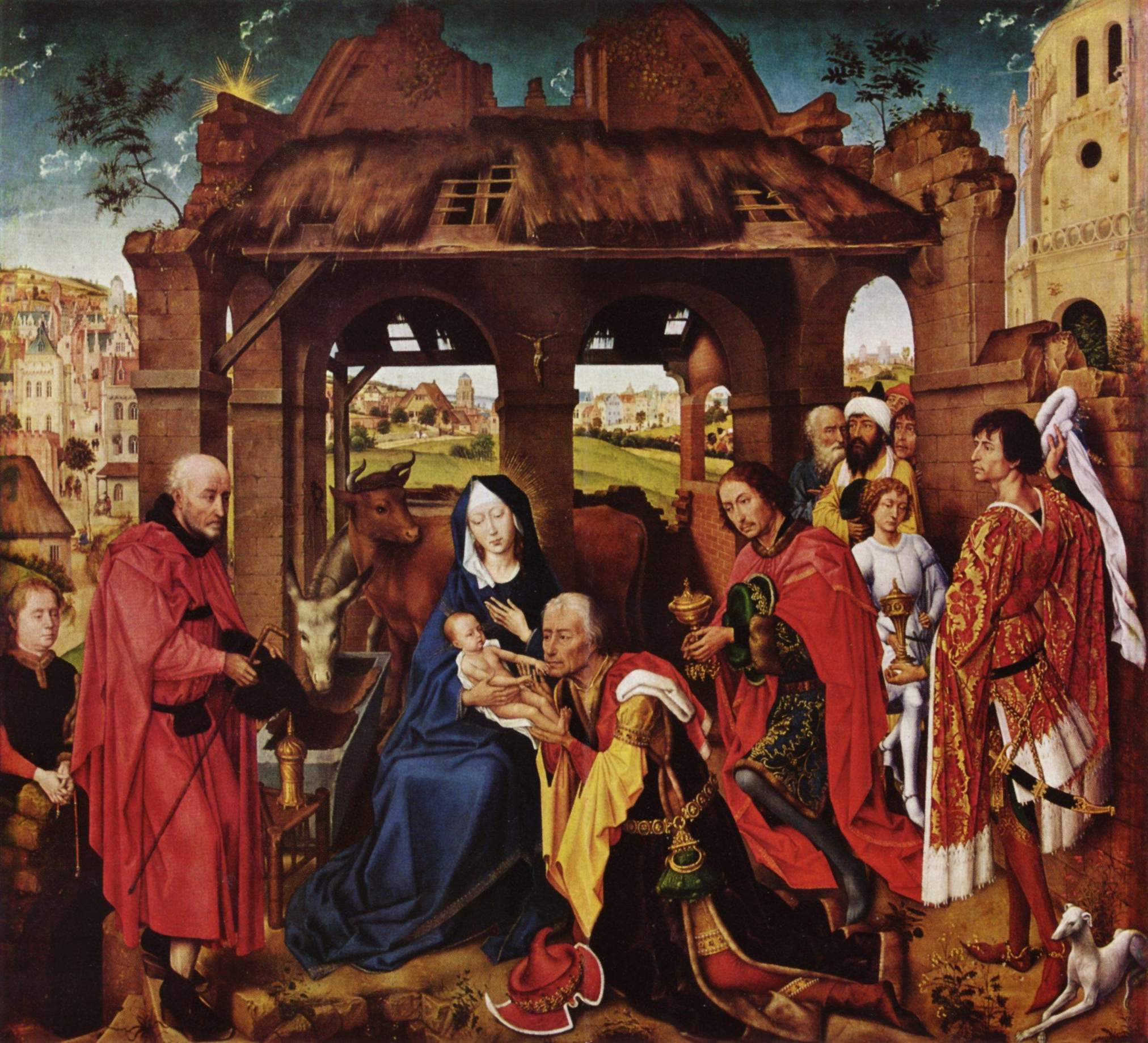
Rogier van der Weyden : Adoration des Mages (c. 1430–1360).

| No. |                                                | Tonalité                                       | Tempo                                          | Première ligne                                                        | Instrumentation                                                  | Source                                                        |
| --- | ---------------------------------------------- | ---------------------------------------------- | ---------------------------------------------- | --------------------------------------------------------------------- | ---------------------------------------------------------------- | ------------------------------------------------------------- |
| 54  | Chœur                                          | ré majeur                                      | 3/8                                            | Herr, wenn die stolzen Feinde schnauben                               | Trompette I, II, III, timbales, hautbois I, II, cordes, continuo | BWV 248a (cantate sacrée perdue)                              |
| 55  | Récitatif (Évangéliste, ténor ; Hérode, basse) | Récitatif (Évangéliste, ténor ; Hérode, basse) | Récitatif (Évangéliste, ténor ; Hérode, basse) | Da berief Herodes die Weisen heimlich Ziehet hin und forschet fleißig | Continuo                                                         | Matthieu 2:7-8                                                |
| 56  | Récitatif (soprano)                            | Récitatif (soprano)                            | Récitatif (soprano)                            | Du Falscher, suchet nur den Herrn zu fällen                           | Cordes, continuo                                                 | BWV 248a (cantate sacrée perdue)                              |
| 57  | Aria (soprano)                                 | la majeur                                      | 3/4                                            | Nur ein Wink von seinen Händen                                        | Hautbois d'amour I, cordes, continuo                             | BWV 248a (cantate sacrée perdue)                              |
| 58  | Récitatif (Évangéliste, ténor)                 | Récitatif (Évangéliste, ténor)                 | Récitatif (Évangéliste, ténor)                 | Als sie nun den König gehöret hatten                                  | Continuo                                                         | Mattieu 2:9-11                                                |
| 59  | Choral                                         | sol majeur                                     | 4/4                                            | Ich steh an deiner Krippen hier                                       | Hautbois I, II, cordes, continuo                                 | Texte: Paul Gerhardt, 1656                                    |
| 60  | Récitatif (Évangéliste, ténor)                 | Récitatif (Évangéliste, ténor)                 | Récitatif (Évangéliste, ténor)                 | Und Gott befahl ihnen im Traum'                                       | Continuo                                                         | Matthieu 2:12                                                 |
| 61  | Récitatif (ténor)                              | Récitatif (ténor)                              | Récitatif (ténor)                              | So geht ! Genug, mein Schatz geht nicht von hier                      | Hautbois d'amour I, II, continuo                                 | BWV 248a (cantate sacrée perdue)                              |
| 62  | Aria (ténor)                                   | si mineur                                      | 2/4                                            | Nun mögt ihr stolzen Feinde schrecken                                 | Hautbois d'amour I, II, continuo                                 | BWV 248a (cantate sacrée perdue)                              |
| 63  | Récitatif (soprano, alto, ténor, basse)        | Récitatif (soprano, alto, ténor, basse)        | Récitatif (soprano, alto, ténor, basse)        | Was will der Höllen Schrecken nun                                     | Continuo                                                         | BWV 248a (cantate sacrée perdue)                              |
| 64  | Choral                                         | ré majeur                                      | 4/4                                            | Nun seid ihr wohl gerochen                                            | Trompette I, II, III, timbales, hautbois I, II, cordes, continuo | BWV 248a (cantate sacrée perdue) ; Texte : Georg Werner, 1648 |

## Discographies
- 1952 : Ferdinand Grossmann (en), Erich Majkut (ténor), Dagmar Hermann (contralto), Walter Berry (basse), Elisabeth Roon (soprano), Académie de chambre de Vienne, Orchestre symphonique de Vienne (Vox ; en France : disques Pathé)
- 1955 : Fritz Lehmann, Helmut Krebs (ténor), Sieglinde Wagner (en) (alto), Heinz Rehfuss (basse), Gunthild Weber (en) (soprano), Berliner Motettenchor (en), RIAS Kammerchor, Orchestre philharmonique de Berlin (Deutsche Grammophon)
- 1958 : Kurt Thomas, Josef Traxel (ténor), Marga Höffgen (alto), Dietrich Fischer-Dieskau (baryton), Agnes Giebel (soprano), Thomanerchor, Orchestre du Gewandhaus de Leipzig (Enregistré en l'église Saint-Thomas de Leipzig, décembre 1958, Leipzig Classics/Seraphim Records (en)/Berlin Classics-Edel) (OCLC 46720280)
- 1963 : Fritz Werner (en), Helmut Krebs, Claudia Hellmann (en), Barry McDaniel, Agnes Giebel, Heinrich-Schütz-Chor Heilbronn (en), Orchestre de chambre de Pforzheim (Erato)
- 1965 : Karl Richter, Fritz Wunderlich (ténor), Christa Ludwig (alto), Franz Crass (basse), Gundula Janowitz (soprano), Münchener Bach-Chor, Münchener Bach-Orchester (en), Deutsche Grammophon
- 1967 : Karl Münchinger, Peter Pears (ténor), Helen Watts (alto), Tom Krause (basse), Elly Ameling (soprano), Lübecker Knaben-Kantorei (de), Orchestre de chambre de Stuttgart (Enregistré dans le château de Ludwigsburg, septembre 1966, Decca 455 410-2) (OCLC 37979760)
- 1973 : Gerhard Schmidt-Gaden, Theo Altmeyer (en) (ténor), Andreas Stein (alto garçon), Barry McDaniel (baryton), Hans Buchhierl (soprano garçon), Tölzer Knabenchor, Collegium Aureum (Sony BMG GD77046)
- 1973 : Nikolaus Harnoncourt, soprano garçon des Petits Chanteurs de Vienne, Paul Esswood (contre-ténor), Kurt Equiluz (ténor), Siegmund Nimsgern (basse), Petits Chanteurs de Vienne, Concentus Musicus Wien (Teldec 9031-77610-2) (OCLC 27089600)
- 1973 : Eugen Jochum, Horst Laubenthal (de) (ténor, évangeliste), Elly Ameling (soprano), Brigitte Fassbaender (alto), Hermann Prey (basse), Chœurs et Orchestre symphonique de la Radiodiffusion bavaroise (Philips 6703 037)
- 1974 : Martin Flämig, Peter Schreier (ténor), Annelies Burmeister (en) (alto), Arleen Augér (soprano), Theo Adam (basse), Dresdner Kreuzchor, Orchestre philharmonique de Dresde (Berlin Classics BER 183892 / Brilliant Classics)
- 1987 : John Eliot Gardiner, Anthony Rolfe Johnson (ténor, Évangéliste), Anne Sofie von Otter (alto), Olaf Bär (basse), Hans Peter Blochwitz (ténor), Nancy Argenta (soprano), Monteverdi Choir, English Baroque Soloists (Archiv/Deutsche Grammophon 4232322)
- 1989 : Philippe Herreweghe, Howard Crook (ténor), Michael Chance (alto), Peter Kooy (basse), Barbara Schlick (soprano), Collegium Vocale Gent (Virgin Classics Veritas (en)/Warner 90781 / 0777 7595302 2)
- 1991: Ralf Otto (de), Ruth Ziesak (en) (soprano), Monica Groop (en) (alto), Christoph Prégardien (ténor), Klaus Mertens (en) (basse), Vokalensemble Frankfurt, Concerto Köln (Capriccio)
- 1993 : Harry Christophers, Michael George (en) (basse), Lynda Russell (soprano), Catherine Wyn-Rogers (contralto), Mark Padmore (ténor), Libby Crabtree (soprano Angel, Echo), The Sixteen (Collins Classics (en))
- 1996 : Ton Koopman, Christoph Prégardien (ténor), Elisabeth von Magnus (alto), Lisa Larsson (en) (soprano), Klaus Mertens (en) (basse), Amsterdam Baroque Orchestra (Erato 0630-14635-2)
- 1997 : Philip Pickett, New London Consort ; Paul Agnew (ténor, Évangéliste), Michael Chance, Michael George (basse), Andrew King (ténor), Catherine Bott (soprano) ; plus sept autres solistes formant le chœur (L'Oiseau Lyre/Decca 458 838)
- 1997 : René Jacobs, Werner Güra (ténor), Andreas Scholl (alto), Klaus Häger (basse), Dorothea Röschmann (soprano), RIAS Kammerchor, Akademie für Alte Musik Berlin. Harmonia Mundi, 2901630.31
- 1999 : John Eliot Gardiner, Christoph Genz (en) (ténor), Bernarda Fink (alto), Dietrich Henschel (basse), Claron McFadden (soprano), Monteverdi Choir, English Baroque Soloists (Naxos TDK DVD-BACHHO) Cet enregistrement est utilisé dans le film Juloratoriet (sv) (1996)[9].
- 2000 : Helmuth Rilling, James Taylor (ténor) (en) (Évangéliste), Sibylla Rubens (en) (soprano), Ingeborg Danz (en) (alto), Marcus Ullmann (en) (ténor), Hanno Müller-Brachmann (basse), Gächinger Kantorei, Bach-Collegium Stuttgart (Hänssler Classic)[10]
- 2003 : Jos van Veldhoven (en), Gerd Türk (ténor), Annette Markert (en) (alto), Peter Harvey (basse), Johannette Zomer (soprano), Nederlandse Bachvereniging (Channel Classics Records (en) CCS SA 20103)
- 2007 : Nikolaus Harnoncourt, Werner Güra (ténor), Bernarda Fink (mezzo-soprano), Gerald Finley (baryton), Christian Gerhaher (baryton), Christine Schäfer (soprano), Arnold Schoenberg Chor, Concentus Musicus Wien (Enregistré au Musikverein, Sony BMG 8869 711225 2)
- 2009 : Georg Christoph Biller, Paul Bernewitz et Friedrich Praetorius (sopranos garçons), Ingeborg Danz (en) (alto), Martin Petzold (en) et Christoph Genz (en) (ténor), Panajotis Iconomou (en) (basse), Thomanerchor, Orchestre du Gewandhaus de Leipzig (Rondeau)
- 2010 : Riccardo Chailly, Martin Lattke, Carolyn Sampson (soprano), Wiebke Lehmkuhl (alto), Wolfram Lattke (ténor), Konstantin Wolff (de) (basse), Dresder Kammerchor, Orchestre du Gewandhaus de Leipzig (Decca 000289 478 2271 4)
- 2012 : Holger Eichhorn, Leopold Lampelsdorfer (soprano garçon), Thomas Riede (alto), Jan Hübner (ténor), Georg Lutz (baryton), Les Hautboïstes de Prusse, Musicalische Compagney (Querstand VKJK-1238)
- 2013 : Johannes Stecher, solistes garçons (soprano et alto), Paul Schweinester (ténor), Daniel Schmutzhard (baryton), Petits Chanteurs de Wilten, Academia Jacobus Stainer (Gramola GRAM-99021)
- 2018 : Sigiswald Kuijken, Stephan Scherpe (ténor) ; Petra Noskaiová (alto)  ; Jan Van der Crabben, basse ; Sunhae Im (soprano) ; La Petite Bande (11, 13-17 décembre 2013, 2 SACD Challenge Classics) (OCLC 1121264217)
- 2018 : Ralf Otto ; Georg Poplutz (ténor) ; Katharina Magiera (alto) ; Thomas E. Bauer (basse) ; Julia Kleiter (soprano) ; Bachchor Mainz ; Bachorchester Mainz (28 novembre–5 décembre 2017, 2 CD Naxos) (OCLC 1089255702)